# ギュンター・ナイトリンガー
ギュンター・ナイトリンガー（Günter Neidlinger, 1930年10月4日 - ）は、ドイツの指揮者。

## 人物・来歴
ハイデルベルクの出身。16歳で地元の歌劇場で指揮者として研鑽を積み、17歳でピアニストとしてリサイタルを開いた。シエナでセルジュ・チェリビダッケ、フライブルクでヴォルフガング・フォルトナー、シュトゥットガルトでヴラディーミル・ホルボフスキー、デトモルトと地元ハイデルベルク大学でクルト・トーマスの各氏の薫陶を受けた。1961年からザールブリュッケン歌劇場の常任指揮者を務め、1966年からボーデンゼー交響楽団の音楽監督に転じた。1971年からニュルンベルク交響楽団の首席指揮者に転じ1974年まで務めた。